# Játar
Játar er en by og kommune i det sydøstlige Spanien i provinsen Granada. Den har et indbyggertal på 612 (2024) indbyggere.